# Klára Koukalová
Klára Koukalová, w latach 2006–2014 występowała pod nazwiskiem Zakopalová (ur. 24 lutego 1982 w Pradze) – czeska tenisistka, reprezentantka kraju w Pucharze Federacji.

## Kariera
Zwyciężyła w trzech turniejach singlowym rangi WTA Tour i w siedmiu rangi ITF. Odniosła także triumf w czterech turniejach deblowych z cyklu WTA Tour.
Najwyższe miejsce w rankingu gry pojedynczej – 20. pozycję – osiągnęła 15 kwietnia 2013 roku. Najwyższe miejsce w rankingu gry podwójnej – 31. pozycję – osiągnęła 19 maja 2014 roku.
Od 2002 roku reprezentuje Czechy w Pucharze Federacji. Do lutego 2014 roku wystąpiła w czternastu meczach, z czego dziewięć wygrała.

## Życie prywatne
Od 2006 roku była żoną czeskiego piłkarza, Jana Zakopala. Ich małżeństwo zakończyło się w 2014 roku.

## Finały turniejów WTA
| Legenda                     | Legenda |
| --------------------------- | ------- |
| Wielki Szlem                |         |
| Igrzyska olimpijskie        |         |
| WTA Tour Championships      |         |
| 1988 – 2008                 |         |
| Kategoria I                 |         |
| Kategoria II                |         |
| Kategoria III               |         |
| Kategoria IV                |         |
| Kategoria V                 |         |
| 2009 – 2020                 |         |
| WTA Premier Mandatory       |         |
| WTA Premier 5               |         |
| WTA Premier                 |         |
| WTA International Series    |         |
| WTA 125K series (2012–2020) |         |

### Gra pojedyncza 15 (3-12)
| Końcowy wynik | Nr  | Data             | Turniej          | Nawierzchnia  | Przeciwniczka           | Wynik finału   |
| ------------- | --- | ---------------- | ---------------- | ------------- | ----------------------- | -------------- |
| Finalistka    | 1.  | 20 maja 2001     | Antwerpia        | Ceglana       | Barbara Rittner         | 3:6, 2:6       |
| Finalistka    | 2.  | 14 lipca 2002    | Casablanca       | Ceglana       | Patricia Wartusch       | 7:5, 3:6, 3:6  |
| Finalistka    | 3.  | 2 sierpnia 2003  | Sopot            | Ceglana       | Anna Smasznowa          | 2:6, 0:6       |
| Finalistka    | 4.  | 19 czerwca 2004  | ’s-Hertogenbosch | Trawiasta     | Mary Pierce             | 6:7(6), 2:6    |
| Finalistka    | 5.  | 14 sierpnia 2004 | Sopot            | Ceglana       | Flavia Pennetta         | 5:7, 6:3, 3:6  |
| Zwyciężczyni  | 1.  | 18 czerwca 2005  | ’s-Hertogenbosch | Trawiasta     | Lucie Šafářová          | 3:6, 6:2, 6:2  |
| Finalistka    | 6.  | 24 lipca 2005    | Palermo          | Ceglana       | Anabel Medina Garrigues | 4:6, 0:6       |
| Zwyciężczyni  | 2.  | 25 września 2005 | Portorož         | Twarda        | Katarina Srebotnik      | 6:2, 4:6, 6:3  |
| Finalistka    | 7.  | 17 lutego 2008   | Viña del Mar     | Ceglana       | Flavia Pennetta         | 4:6, 4:5 krecz |
| Finalistka    | 8.  | 8 sierpnia 2010  | Kopenhaga        | Twarda (hala) | Caroline Wozniacki      | 2:6, 6:7(5)    |
| Finalistka    | 9.  | 26 września 2010 | Seul             | Twarda        | Alisa Klejbanowa        | 1:6, 3:6       |
| Finalistka    | 10. | 6 stycznia 2013  | Shenzhen         | Twarda        | Li Na                   | 3:6, 6:1, 5:7  |
| Finalistka    | 11. | 11 stycznia 2014 | Hobart           | Twarda        | Garbiñe Muguruza        | 4:6, 0:6       |
| Finalistka    | 12. | 23 lutego 2014   | Rio de Janeiro   | Ceglana       | Kurumi Nara             | 1:6, 6:4, 1:6  |
| Zwyciężczyni  | 3.  | 1 marca 2014     | Florianópolis    | Twarda        | Garbiñe Muguruza        | 4:6, 7:5, 6:0  |

### Gra podwójna 10 (4-6)
| Końcowy wynik | Nr | Data                 | Turniej          | Nawierzchnia  | Partnerka                  | Przeciwniczki                         | Wynik finału      |
| ------------- | -- | -------------------- | ---------------- | ------------- | -------------------------- | ------------------------------------- | ----------------- |
| Finalistka    | 1. | 17 września 2001     | Québec           | Twarda (hala) | Alena Vašková              | Samantha Reeves Adriana Serra Zanetti | 5:7, 6:4, 3:6     |
| Finalistka    | 2. | 25 lipca 2009        | Portorož         | Twarda        | Camille Pin                | Julia Görges Vladimíra Uhlířová       | 4:6, 2:6          |
| Finalistka    | 3. | 24 października 2009 | Moskwa           | Twarda (hala) | Marija Kondratjewa         | Marija Kirilenko Nadieżda Pietrowa    | 2:6, 2:6          |
| Zwyciężczyni  | 1. | 18 czerwca 2011      | ’s-Hertogenbosch | Trawiasta     | Barbora Záhlavová-Strýcová | Dominika Cibulková Flavia Pennetta    | 1:6, 6:4, 10–7    |
| Finalistka    | 4. | 16 lipca 2011        | Palermo          | Ceglana       | Andrea Hlaváčková          | Sara Errani Roberta Vinci             | 5:7, 1:6          |
| Finalistka    | 5. | 22 czerwca 2013      | Eastbourne       | Trawiasta     | Monica Niculescu           | Nadieżda Pietrowa Katarina Srebotnik  | 3:6, 3:6          |
| Zwyciężczyni  | 2. | 21 lipca 2013        | Båstad           | Ceglana       | Anabel Medina Garrigues    | Alexandra Dulgheru Flavia Pennetta    | 6:1, 6:4          |
| Zwyciężczyni  | 3. | 4 stycznia 2014      | Shenzhen         | Twarda        | Monica Niculescu           | Ludmyła Kiczenok Nadija Kiczenok      | 6:3, 6:4          |
| Zwyciężczyni  | 4. | 11 stycznia 2014     | Hobart           | Twarda        | Monica Niculescu           | Lisa Raymond Zhang Shuai              | 6:2, 6:7(5), 10–8 |
| Finalistka    | 6. | 13 kwietnia 2014     | Katowice         | Twarda (hala) | Monica Niculescu           | Julija Bejhelzimer Olha Sawczuk       | 4:6, 7:5, 7–10    |

## Historia występów w Wielkim Szlemie
| Turniej         | 2003 | 2004 | 2005 | 2006 | 2007 | 2008 | 2009 | 2010 | 2011 | 2012 | 2013 | 2014 | 2015 |
| --------------- | ---- | ---- | ---- | ---- | ---- | ---- | ---- | ---- | ---- | ---- | ---- | ---- | ---- |
| Australian Open | 3R   | 1R   | 2R   | 1R   | 1R   | 1R   | 1R   | 1R   | 2R   | 1R   | 2R   | 1R   | 2R   |
| French Open     | 1R   | 2R   | 2R   | 1R   | A    | 2R   | 1R   | 2R   | 1R   | 4R   | 1R   | 1R   | 1R   |
| Wimbledon       | 1R   | 2R   | 1R   | 1R   | A    | 1R   | 1R   | 4R   | 3R   | 3R   | 3R   | 2R   | 1R   |
| US Open         | 1R   | 1R   | 1R   | 1R   | 1R   | 1R   | Q3   | 1R   | 1R   | 1R   | 1R   | 1R   | 1R   |